# Kiriłł Ikonnikow
Kiriłł Giennadjewicz Ikonnikow, ros. Кирилл Геннадьевич Иконников (ur. 5 marca 1984) – rosyjski lekkoatleta specjalizujący się w rzucie młotem.
Brązowy medalista mistrzostw świata juniorów młodszych (2001). W 2002 był piąty na mistrzostwach świata juniorów, a rok później uplasował się na czwartym miejscu w czasie mistrzostw Europy juniorów. Na igrzyskach olimpijskich w Pekinie odpadł w eliminacjach. Szósty zawodnik mistrzostw świata z 2011. W 2012 zajął 5. miejsce podczas igrzysk olimpijskich w Londynie.
W 2013 został ukarany dwuletnią dyskwalifikacją za stosowanie niedozwolonego dopingu (do 1 listopada 2014).
Po powrocie do rywalizacji sięgnął po złoto światowych wojskowych igrzysk sportowych w Mungyeong (2015).
W lutym 2016 ponownie wykryto u Ikonnikowa niedozwolony środek i zdyskwalifikowano go dożywotnio.
Medalista mistrzostw Rosji oraz reprezentant kraju w zimowym pucharze Europy w rzutach.
Rekord życiowy: 80,71 (5 lipca 2012, Czeboksary).

## Osiągnięcia
| Rok  | Impreza                               | Miejsce   | Lokata            | Wynik |
| ---- | ------------------------------------- | --------- | ----------------- | ----- |
| 2001 | Mistrzostwa świata juniorów młodszych | Debreczyn | 3. miejsce        | 77,75 |
| 2002 | Mistrzostwa świata juniorów           | Kingston  | 5. miejsce        | 71,26 |
| 2003 | Mistrzostwa Europy juniorów           | Tampere   | 4. miejsce        | 71,60 |
| 2008 | Igrzyska olimpijskie                  | Pekin     | el. – 19. miejsce | 72,33 |
| 2011 | Zimowy puchar Europy w rzutach        | Sofia     | 4. miejsce        | 75,50 |
| 2011 | Mistrzostwa świata                    | Daegu     | 6. miejsce        | 78,37 |
| 2012 | Zimowy puchar Europy w rzutach        | Bar       | 1. miejsce        | 75,95 |
| 2012 | Igrzyska olimpijskie                  | Londyn    | 5. miejsce        | 77,86 |
| 2015 | Zimowy puchar Europy w rzutach        | Leiria    | 5. miejsce        | 72,90 |
| 2015 | Światowe wojskowe igrzyska sportowe   | Mungyeong | 1. miejsce        | 75,88 |